# Chiesa di Sant'Agostino (Amatrice)
La chiesa di Sant'Agostino è una chiesa cattolica, quattrocentesca situata ad Amatrice, in provincia di Rieti. 
La chiesa si trova a 955 m s.l.m., all'estremità sud orientale della cittadina.

## Storia
La chiesa fu eretta ad opera dei monaci Agostiniani nel 1428 e intitolata a San Nicola di Bari. La targa sulla facciata attribuisce la costruzione all'architetto Giovanni dell'Amatrice. Inizialmente sorgeva accanto alla Porta Carbonara (ancora esistente) e ai torrioni del fortino che insieme alle mura protesse la cittadina fino al 1528, anno in cui Amatrice venne messa a ferro e fuoco da Carlo V.

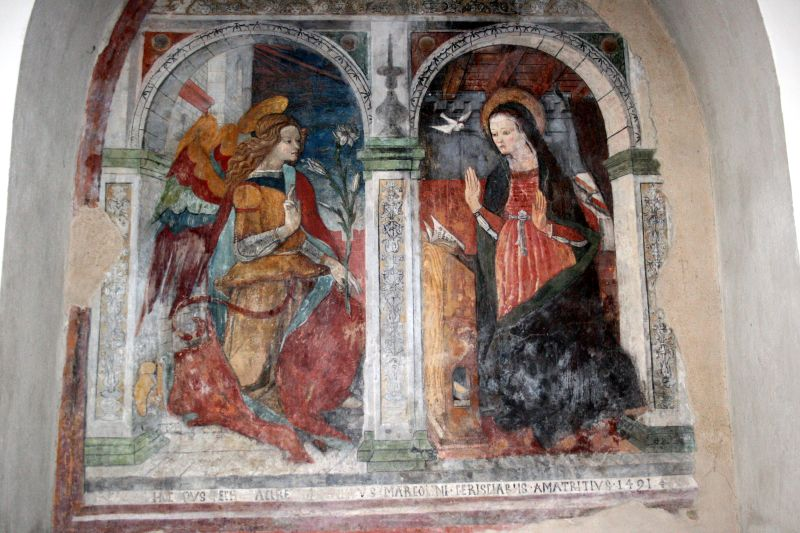
Affresco dellAnnunciazione datato 1491

Nel XVIII secolo la chiesa venne dedicata a Sant'Agostino.
Nel 1580 e nel 1781, gli interni e parte dell'antica abside vennero distrutti da un incendio; furono richiesti più lavori per rimediare ai danni, negli anni 1830, 1847, 1857, 1894 e anche più tardi. Nel 1845 la volta venne abbattuta perché pericolante e la chiesa venne imbiancata.
Nel 1821, il fonditore Pasquale della Noce rifuse la campana piccola, di 271 libbre; nel 1854 toccò invece alla campana più grande da 5000 libbre, ad opera del maestro di campane Nicola Marinelli di Gagliano.
Nel 1825, nel 1854 e nel XX secolo, la torre campanaria venne restaurata perché a rischio crollo.
Nel 1894, vennero ritrovati tre affreschi, due dei quali di fine XV secolo.

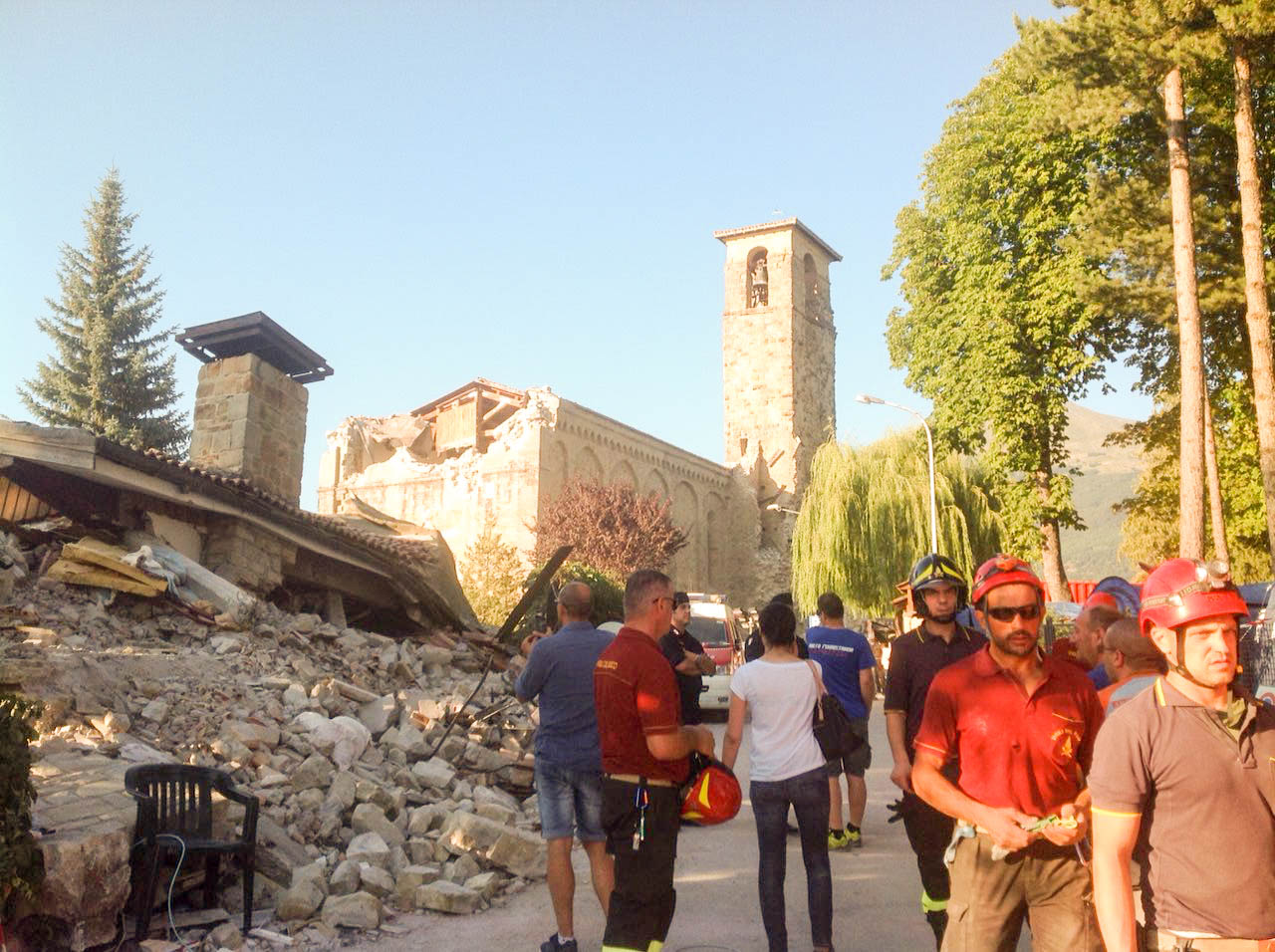
La chiesa danneggiata dal terremoto del 2016

Nella prima metà degli anni trenta del Novecento, l'antica finestra rettangolare al centro della facciata venne sostituita con un rosone.
Nel corso del Novecento sono stati necessari nuovi lavori di restauro per la facciata e il campanile.
Il 24 agosto 2016, a seguito del terremoto che ha colpito l'Italia centrale, gran parte della chiesa è crollata. La torre campanaria era rimasta in piedi fino al 18 gennaio 2017,  ma è poi crollata in seguito a tre scosse di terremoto registrate in mattinata nell'arco di un'ora. Il 29 gennaio 2017, in seguito ad un'altra scossa di terremoto, è crollata anche la parete destra della chiesa.

## Descrizione

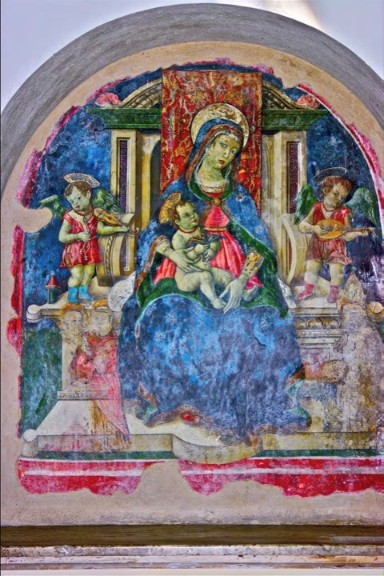
Madonna in trono con il Bambino

La facciata è realizzata con la pietra arenaria, tipica della zona, e venne modificata nella parte superiore secondo canoni rinascimentali. Il portale d'ingresso è romanico ogivale in marmo; sui capitelli sono rappresentati un orso (a sinistra) e una cariatide (a destra) che sorreggono le basi delle cuspidi. La lunetta era adornata da sculture della Madonna e dell'Arcangelo Gabriele, trafugate nel XX secolo. Sull'architrave del portale è riportata in caratteri gotici la data A.D. MCCCCXXVIII (1428) e lo stemma di Amatrice.
Al centro della facciata, il rosone del 1930. Poco sotto, una lapide raffigura l'antico stemma della chiesa e riporta in caratteri gotici la scritta Maestro Giovanni di Amatrice dell'ordine D... fece fare quest'opera (in latino).
A destra della chiesa si trova il campanile a sezione rettangolare di 34 m.
Su ogni lato, una coppia di grandi finestre oblunghi, con coronamento ad arcatelle e lesene di rinforzo unite a sesto acuto.
L'interno è stato rifatto nel Settecento e presenta solo pochi elementi degni di nota. Sul lato sinistro, sono presenti tre affreschi:
- l'Annunciazione: risale al 1491 ed probabilmente è opera di un pittore influenzato da Carlo Crivelli[4] oppure a Dionisio Cappelli. Un'iscrizione riporta anche il nome del committente e la data:;
- Madonna in trono con il Bambino: datata 1497, è possibile intravedere alcune figure appartenenti a un dipinto più antico, sopra il quale venne realizzato quello oggi visibile;
- Madonna del Rosario: è sicuramente posteriore ai precedenti perché vi sono rappresentati San Domenico e Santa Caterina, soggetti tipici dell'iconografia domenicana e non degli Agostiniani.

Sul lato destro, è esposta una Via Crucis costituita da 14 altorilievi in terracotta.

## Il convento
Nulla rimane dell'antico convento dei monaci agostiniani, risalente a fine Duecento e forse più antico. Inizialmente dedicato a San Nicola di Bari, venne soppresso nel 1809 e con esso furono distrutti anche l'Archivio e la Biblioteca. Nel 1824 era già in un grave stato d'abbandono. Si tentò di adattarlo per uso pubblico (prigione, ospedale, altro) nel 1836 ma non bastò per recuperare l'antica struttura, che venne adibita a pagliaio e mattatoio, prima di essere completamente demolita.

## Galleria d'immagini

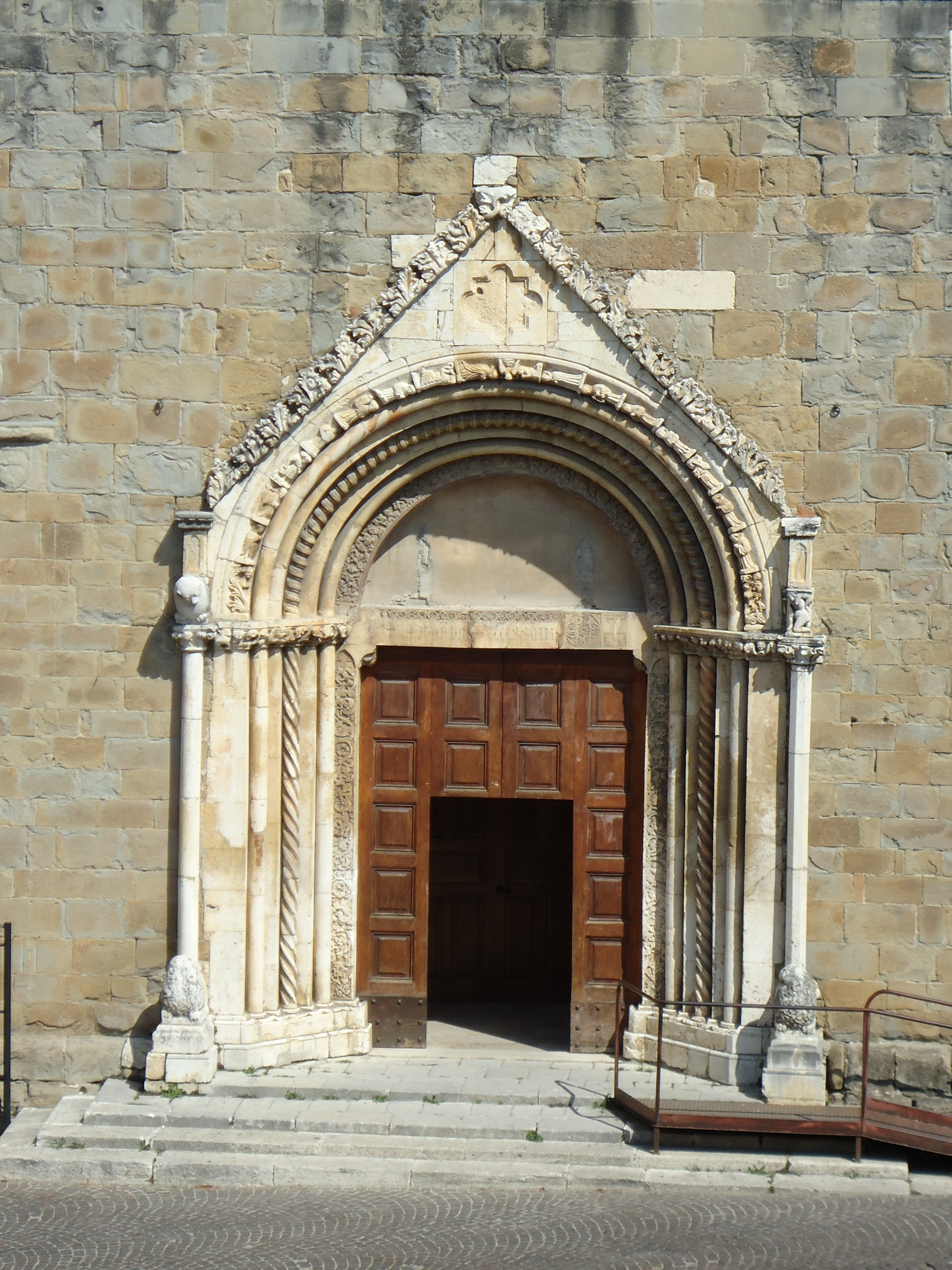
Il portale tardo gotico
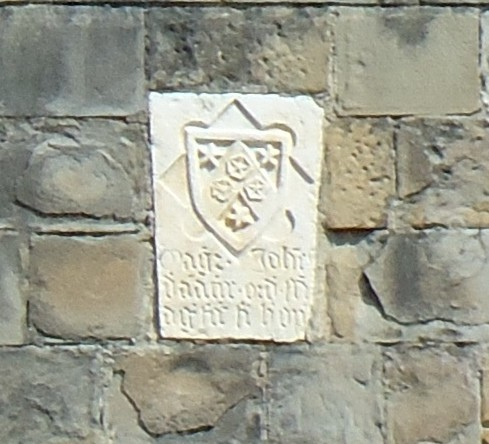
Stemma della chiesa e iscrizione con il nome dell'architetto
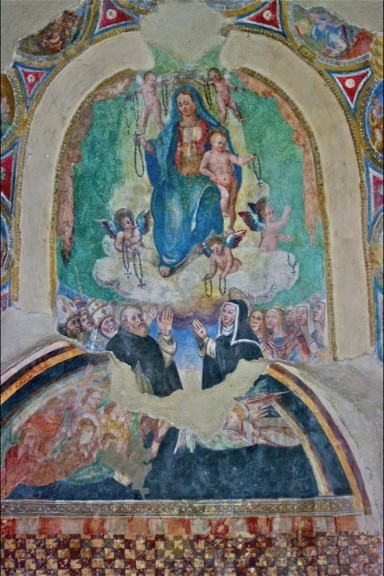
Affresco della Madonna del Rosario
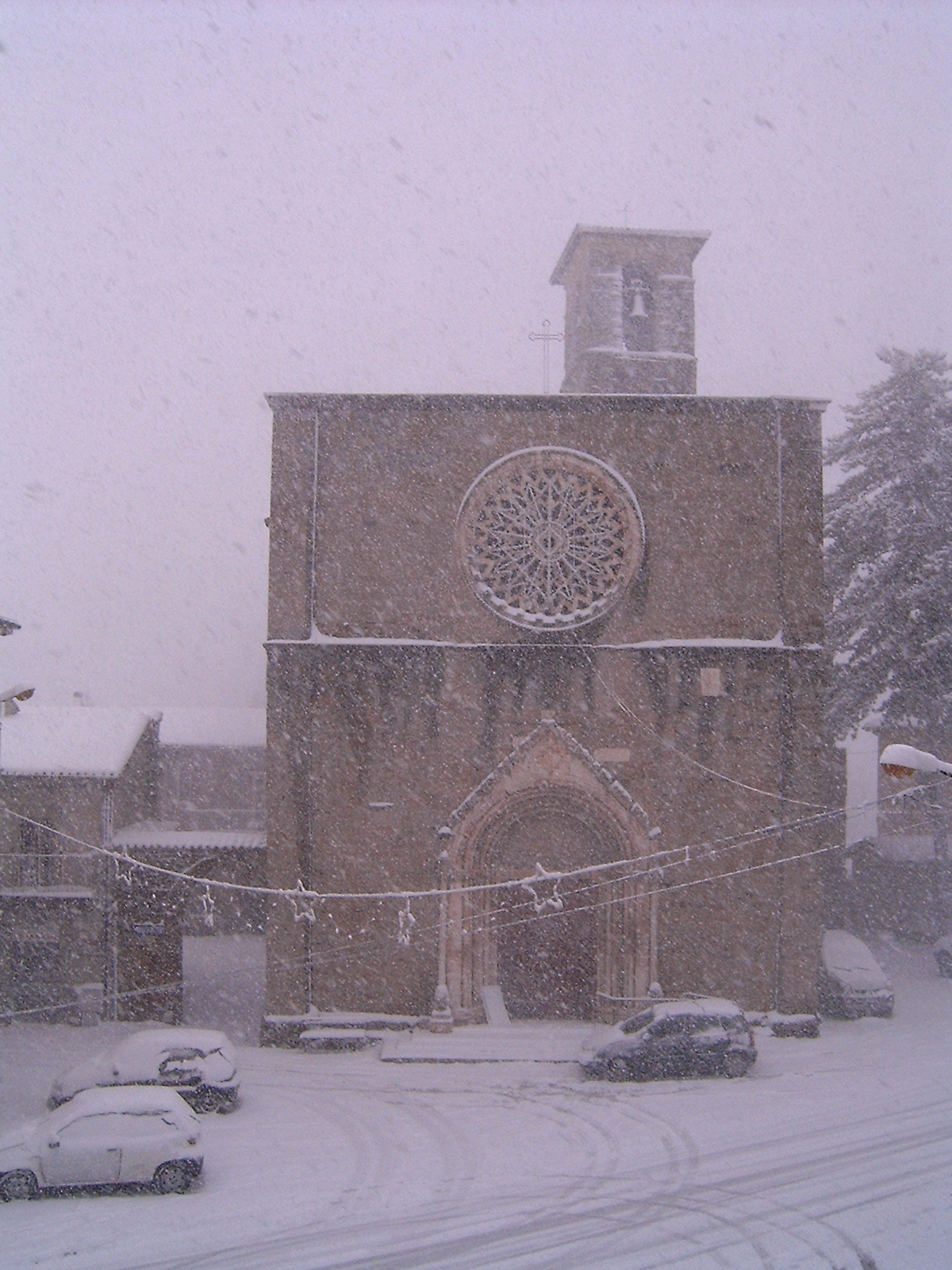
La chiesa sotto la neve